# Giuseppe Dessì
Giuseppe Dessì (Càller, Sardenya, 7 d'agost de 1909 – Roma, 6 de juliol de 1977) fou un escriptor italià de narració i teatre. Va viure a Villacidro i al final de la seva vida es va traslladar a Roma. Amb Paese d'ombre va guanyar el Premi Strega l'any 1972.
Admirador d'Emilio Lussu, fou antifeixista, pacifista i membre del PCI. A més de la literatura, Dessì també es va dedicar a la pintura. El 1958 exposa a Roma, amb l'artista Maria Lai, iniciant així una sèrie de col·laboracions i una llarga amistat amb l'artista.

## Preferències lingüístiques
Giuseppe Dessì, tot i ser un dels principals autors sards que expliquen la història i les tradicions de l'illa, escriu les seves obres en llengua italiana.
En el seu registre culte, fruit dels seus estudis al Liceo Dettori de Càller i posteriorment a la Facultat de Lletres de Pisa, hi incorpora paraules i expressions en sard sense traduir, com ara: 
- Migiurato[5] o Gioddu, un làctic similar al iogurt.
- Zipulas, dolços similars als xurros o als bunyols que a Sardenya es mengen per Carnaval.
- Filu 'e Ferru,[6] aiguardent fortíssim que es feia servir per desinfectar ferides, prevenir la malària i pels refredats i amb el qual es mullaven els xumets dels lactants per fer-los dormir profundament.
- Picciocus de Crobi, nens pobres de la capital que transportaven objectes en un cistell de vímet a canvi d'unes monedes.
- Maiolu, criat.
- Prinzipales, senyors rics que manen.
- Massaius, petits propietaris agrícoles.
- Mammai, expressió afectuosa per cridar algú.
- A s'inferriu i lampu, renecs